# نیکولوزو دا رکو
نیکولوزو دا رکو  (ایتالیایی: Nicoloso da Recco) یک دریانورد ایتالیایی قرن چهاردهمی اهل جنوا بود که در سال ۱۳۴۱ از طرف آفونسو چهارم پادشاه پرتغال  به جزایر قناری سفرنمود. او برای ارائه اولین گزارش معتبری از زبان مورد استفاده  بومیان  گوانچه ساکن جزایر قناری، شناخته شده است.
در طی جنگ جهانی دوم، یک ناوشکن نیروی دریایی سلطنتی ایتالیا به افتخار وی به نام نیکولوزو دا رکو نامگذاری شده بود.